# Lynge-Frederiksborg Herred
Lynge-Frederiksborg Herred var et herred i Frederiksborg Amt. 
I middelalderen hørte herredet under Sjælands Østersyssel. Indtil 1862 hørte det sammen med Lynge-Kronborg Herred.
I herredet ligger købstæderne Frederikssund og Hillerød, samt følgende sogne:
- Frederiksborg Slotssogn
- Frederikssund Sogn
- Græse Sogn
- Gørløse Sogn
- Hillerød Sogn
- Islebjerg Sogn (Ej vist på kort)
- Jørlunde Sogn
- Lillerød Sogn
- Lynge Sogn
- Nørre Herlev Sogn
- Oppe Sundby Sogn
- Præstevang Sogn
- Sigerslevvester Sogn
- Slangerup Sogn
- Uggeløse Sogn
- Ullerød Sogn (Ej vist på kort)
- Uvelse Sogn